# Vindafjord
Vindafjord é uma comuna da Noruega, com 628 km² de área e 8.182 habitantes (censo de 2004).
Em 1 de janeiro de 2006, a antiga comuna de Ølen foi incorporada à comuna de Vindafjord.